# Foundation (игра)
Foundation — градостроительный симулятор, разработанный и изданный канадской студией Polymorph Games. Открытое альфа-тестирование началось в 2018 году, ранний доступ стартовал 1 февраля 2019 года, а полноценный выпуск состоялся 31 января 2025 года.

## Игровой процесс
Игровой процесс Foundation основан на принципах органического урбанизма. Игрокам предстоит строить средневековый город, размещая здания свободно, без привязки к координатной сетке. Управление различными аспектами игры осуществляется через книгу, которая также отражает прогресс, разблокируемый поэтапно. Жителям необходимо назначать работу или роль, а зданиям — ресурсы. Начальную территорию можно расширять путем покупки новых участков. Ландшафт требуется обозначать в соответствии с его назначением. Торговля с соседними поселениями является частью экономической системы, которая требует управления.
Игра поддерживает модификации и включает инструменты для пользовательского контента.

## Разработка
Компания-разработчик Polymorph Games находится в Квебеке, Канада. Финансирование разработки игры осуществлялось с помощью краудфандинговой кампании на Kickstarter, проведенной в 2018 году.
Первоначально создатели предполагали, что стадия раннего доступа займет около года.
Изначально игра создавалась на собственном движке Hurricane, разработанном специально для Foundation.
С момента выхода в ранний доступ в 2019 году игра активно обновлялась, получая крупные патчи с новыми механиками, зданиями и улучшениями интерфейса.

## Отзывы критиков
Foundation получила в целом положительные отзывы от игроков. На платформе Steam игра имеет рейтинг «в основном положительные». На платформе Metacritic игра имеет оценку 81 из 100 на основе 5 рецензий критиков. Обозреватели отмечают уникальный подход к градостроению, отсутствие привычной сетки построек, а также атмосферу и визуальный стиль игры. Среди недостатков упоминаются некоторые баги и вылеты, а также отсутствие долгосрочной мотивации.